# Список кардиналов, возведённых папой римским Иннокентием XIII

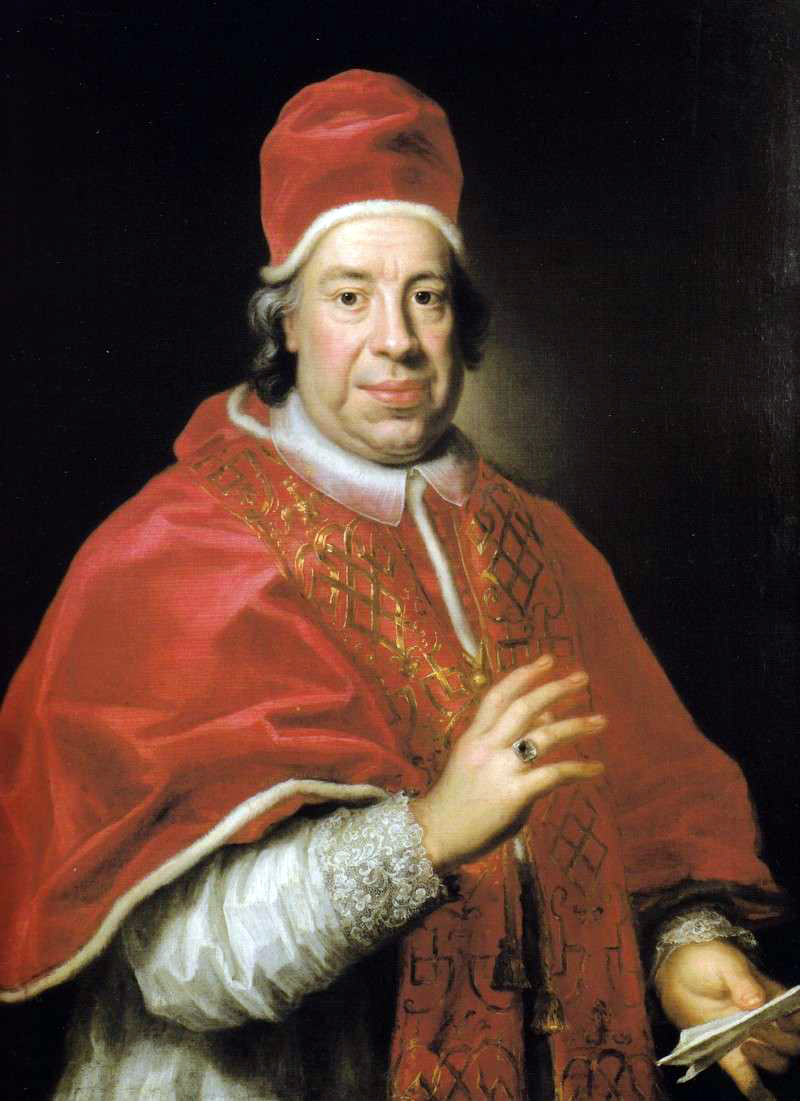
Папа Иннокентий XIII

Кардиналы, возведённые Папой римским Иннокентием XIII — 3 прелата и мирянина были возведены в сан кардинала на двух Консисториях за около трёхлетний понтификат Иннокентия XIII.
Самой большой консисторией, была Консистория от 16 июля 1721 года, на которой было назначено двое кардиналов.

## Консистория от 16 июня 1721 года
- Бернардо Мария Конти, O.S.B.Cas., бывший епископ Террачины (Папская область);

## Консистория от 16 июля 1721 года
- Гийом Дюбуа, архиепископ Камбре (Франция);
- Алессандро Альбани, O.S.Io.Hieros., клирик Апостольской Палаты (Папская область).